# Nelineární optika
Nelineárně optické jevy jsou způsobeny nenulovými vyššími členy {\displaystyle \chi _{ijk}^{(2)}}, {\displaystyle \chi _{ijkl}^{(3)}}, ... v rozvoji pro elektrickou polarizaci prostředí:
{\displaystyle P_{i}=\sum _{j}\chi _{ij}^{(1)}E_{j}+\sum _{j,k}\chi _{ijk}^{(2)}E_{j}E_{k}+\sum _{j,k,l}\chi _{ijkl}^{(3)}E_{j}E_{k}E_{l}+\ldots }
Ze symetrie plyne, že {\displaystyle \chi _{ijk}^{(2)}} má nenulové členy jen na rozhraní materiálů nebo uvnitř takových materiálů, jejichž stavba není středově souměrná.
Po dosazení harmonického průběhu elektrického pole vychází v průběhu polarizace i frekvenční složky o dvojnásobné nebo trojnásobné frekvenci. Tyto složky se pak vyzařují a přičítají zpět do elektrického pole.
V případě objemové nelinearity je třeba zajistit tzv. fázovou synchronizaci, při níž nenastává fázový posuv mezi čerpací vlnou a vlnami vyšších harmonických. Není-li dodržena, nastane stejným mechanismem přenos energie z vzniklé vlny (tj. 2. či 3. harmonické) zpět na čerpací vlnu. Obvyklé metody zajištění fázové synchronizace jsou periodické pólování krystalu, úhel natočení u anizotropního krystalu nebo nastavení vhodné teploty. Často používané materiály jsou BBO, LBO nebo LiNbO3.
Nelineární jevy na rozhraních na fázovou synchronizaci citlivé nejsou. Byly pozorovány na řadě různých prostředí, například na povrchu kovů, v~závěrných vrstvách polovodičů, na Schottkyho bariérách, na tenkých vrstvách supravodičů nebo feromagnetik.
Nelineární konverze frekvencí je dnes nejčastěji využívaným jevem z nelineární optiky. Příkladem jsou zelená laserová ukazovátka, v nichž je infračerveného záření miniaturního laseru s vlnovou délkou 1064 nm proměněno na druhou harmonickou 532 nm, což je zelené světlo.